# Albrecht Konrad Finck von Finckenstein
Conte Albrecht Konrad Reinhold Finck von Finckenstein (Saberau presso Soldau, 30 ottobre 1660 – Berlino, 16 dicembre 1735) è stato un generale prussiano.

## Biografia
Albrecht Konrad Finck von Finckenstein apparteneva ad una nobile famiglia tedesca con diramazioni in Austria e in Lorena. Come molti nobili dell'epoca, intraprese la carriera militare nell'esercito bavarese prima e in quello prussiano poi.
Ebbe una rapida carriera e divenne generale nel 1702; fu tra quei generali prussiani che, come Alexander Hermann von Wartensleben, preferivano la nascente scienza della strategia militare applicata e si erano distaccati dal metodo medievale di altri generali, che basavano la loro forza in battaglia più sulla superiorità numerica e sulle potenti cariche della cavalleria che su vere e proprie strategie militari.
Così von Finckenstein sostenne veri e propri dibattiti contro i generali rimasti fedeli alla vecchia teoria, come Samuel von Schmettau; la sua teoria sulla strategia gli valse l'amicizia e l'approvazione di importanti autorità militari dell'epoca, quali Eugenio di Savoia, con il quale combatté la Battaglia di Malplaquet l'11 settembre 1709, e del re di Prussia Federico Guglielmo I che affidò a lui e al principe Leopoldo I di Anhalt-Dessau la riorganizzazione dell'esercito prussiano; inoltre von Finckenstein fece parte, sempre per volere del re prussiano dei gabinetti politici di Caspar Otto von Glasenapp e Dubislav Gneomar von Natzmer, coloro che posero le basi alla politica espansionistica prussiana che si sarebbe sviluppata sotto Federico II.
Tra il 1716 e il 1720 promosse la costruzione del castello di Finckenstein (a Kamieniec, Susz), su progetto dell'architetto John von Collas.
Nel 1733 Finck von Finckenstein fu promosso feldmaresciallo. Tra i figli avuti dal matrimonio con Susanna Magdalena von Hoff (1676–1752) vi fu Karl Wilhelm Finck von Finckenstein, diplomatico e politico.

## Onorificenze
| Controllo di autorità | VIAF (EN) 80405500 · CERL cnp01148612 · GND (DE) 135983223 |